# Rivula plumipes
Rivula plumipes là một loài bướm đêm trong họ Erebidae.